# Periodo pretalayótico
Tradicionalmente se denomina periodo pretalayótico a las primeras fases culturales de la sociedad prehistórica en las Islas Baleares (España). La denominación "pretalayótico" responde únicamente a su cronología relativa con respecto a la manifestación cultural más vistosa de la prehistoria de las islas. Actualmente los investigadores no utilizan este término que es considerado un cajón de sastre formado por la fase calcolítica y la fase naviforme dentro de la Edad del Hierro (c. 1500-850 cal BC). Sería, entonces, la etapa comprendida entre el establecimiento de las primeras comunidades humanas, hacia la III milenio aC, y la aparición de la cultura talayótica, entre finales de la II milenio a. C. y principios del I milenio a. C.

## Los primeros pobladores
La mayoría de los arqueólogos actuales especializados en la prehistoria de las Baleares consideraba como probable la llegada de seres humanos a las islas en algún momento del tercer milenio a. C., aunque hasta finales del siglo XX se creía que esa fecha se remontaba al V o VI milenios.
Recientes estudios vuelven a retrasar dichas fechas y dejan claro que existen restos de presencia humana en el Abrigo de Son Matge del 4800 a. C. aprox. y en la Cueva de Muleta, algunos restos humanos del 4000 a. C. aprox.,
Se considera como más probable que los primeros pobladores de las islas pertenecieran a la Edad del Cobre (también llamada calcolítico o eneolítico), y que provinieran de algún lugar en el arco costero del Mediterráneo occidental delimitado entre el levante de la península ibérica y el noroeste de Italia. Concretamente algunos investigadores proponen que la zona de procedencia más probable de los primeros colonos es el Golfo de León. Otros investigadores consideran que los primeros pobladores pudieron provenir del norte de África, aunque esta corriente migratoria es anterior al Neolítico y, por tanto, muy anterior al Calcolítico. Sin embargo, este no es un tema todavía cerrado.
Otra consideración a tener en cuenta sobre los primeros pobladores de las islas es que, dado que la isla de Ibiza se puede ver desde la península, Mallorca se puede ver desde Ibiza, y Menorca se puede ver desde Mallorca, podría darse el caso de que, antes de asentarse definitivamente en las islas, los futuros pobladores pudiesen haber pasado generaciones enteras explotando sus recursos de una manera estacional. Hay estudios que consideran la posibilidad de que, desde tiempos remotos, viniesen a las islas diversas bandas de cazadores/recolectores en temporada estival para acumular y conservar alimentos. Sin embargo, la posibilidad de que los primeros isleños fuesen anteriores en el tiempo, encuadrados en el Neolítico ha sido prácticamente descartada en la actualidad.
Las primeras fases de la prehistoria isleña siguen siendo poco conocidas, sobre todo debido a la escasez de restos arqueológicos provenientes de esa época. Se sabe que los primeros pobladores practicaban la ganadería y la agricultura, manifestadas por la aparición de restos óseos de especies domésticas (ovinos, caprinos, suidos y bóvidos) que no existían en el territorio insular antes de la llegada de los pobladores humanos. La agricultura está demostrada por la abundancia de restos de hoces de sílex halladas cerca de los yacimientos más antiguos.
Algunos investigadores aceptan la convivencia del ser humano con el Myotragus balearicus afirmando que está probada en el yacimiento de Son Matge donde se hallaron restos de coprolitos y de huesos, lo que indica que no solo había animales muertos, si no también estabulados. Es bastante probable que el desarrollo de los humanos en las islas esté estrechamente relacionada con la extinción de la especie, bien por sobreexplotación, o bien por la posible competencia de las especies domésticas (especialmente cabras) traídas por ellos. Otros arqueólogos descartan totalmente esta opción, afirmando que la especie desapareció mucho antes de la llegada de los humanos por causas medioambientales.
En algún momento posterior a la llegada de los primeros pobladores, las Baleares se incorporan a las corrientes megalítica (aparecen los dólmenes) y campaniforme, denominada por la cerámica con incisiones decorativas que se esparció por gran parte del continente europeo occidental. Tampoco es posible, por el momento, determinar si estas nuevas manifestaciones culturales fueron aportadas por nuevos pobladores o a través de las influencias traídas por los intercambios comerciales entre las islas y el continente, que nunca dejaron de existir.

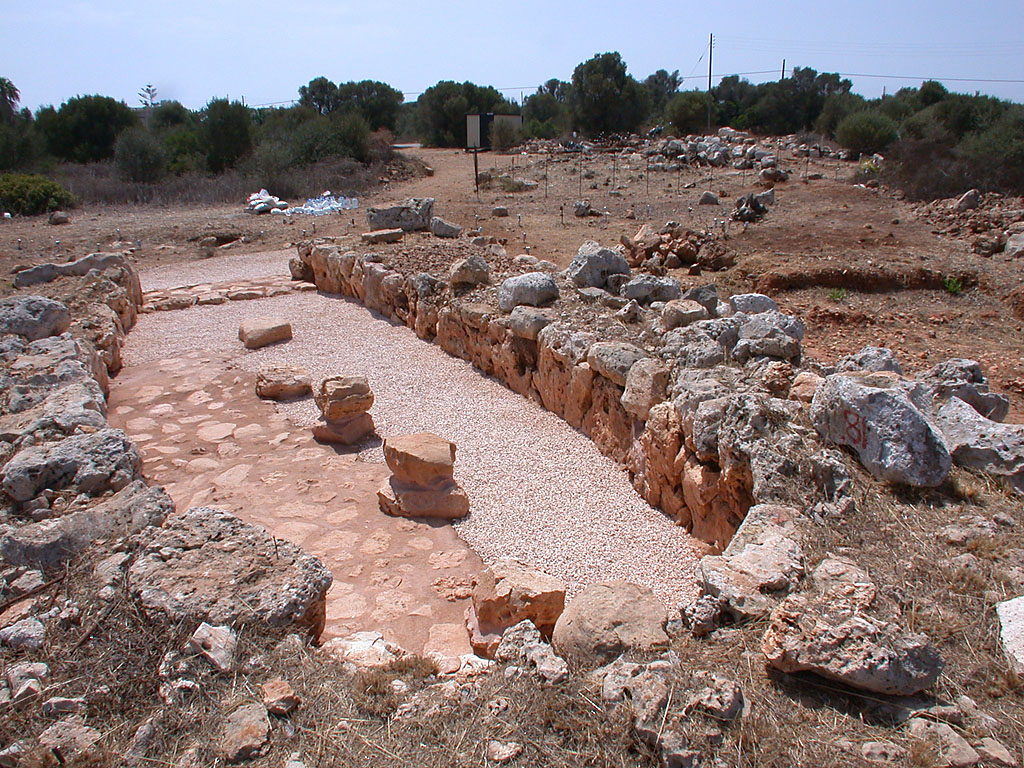
Habitación naviforme I de los Closos de can Gaià (Felanich, Mallorca).

Estas manifestaciones pertenecen ya al Bronce Antiguo, y la continuidad de los intercambios comerciales con el exterior se ve demostrada por el hecho de que, para hacer bronce hacen falta cobre y estaño, y este último no existe en el archipiélago.

## Economía y sociedad
En cuanto a los contextos domésticos de este primer momento, en Mallorca se documentan cabañas de planta circular, pero también estructuras alargadas construidas con técnica ciclópea, que enlazan con los naviformes o navetas de habitación documentadas masivamente a partir del 1600 a. C. A partir de este momento, destaca la homogeneidad cultural, sobre todo en cuanto a los contextos domésticos, entre Mallorca y Menorca.

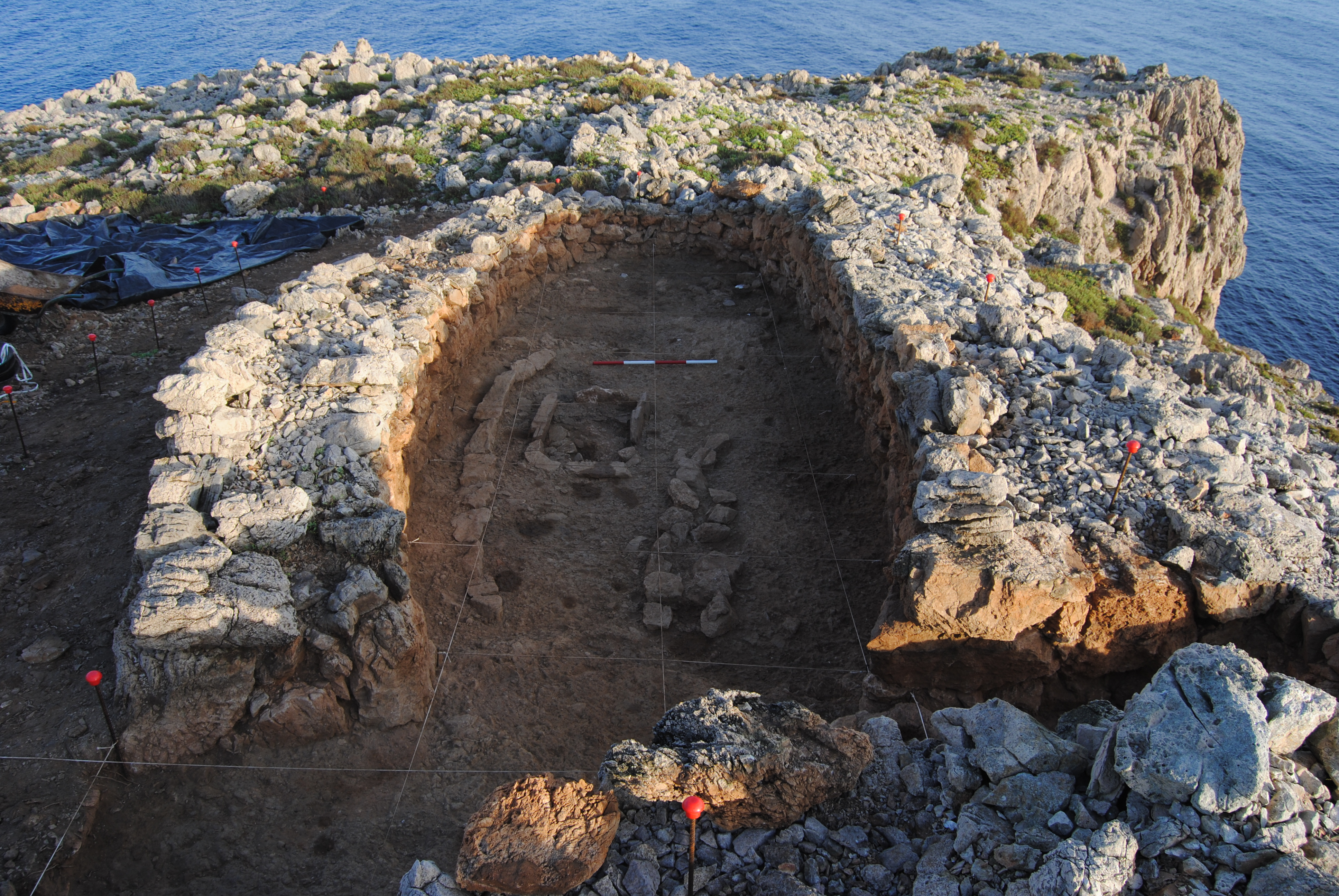
Naveta de habitación de Cala Morell (Ciudadela, Menorca)

Estas son grandes casas de planta en forma de herradura alargada, construidas con piedras, llamadas  naviforme o navetas de habitación, por su forma parecida a una nave. Las piedras formaban las paredes de las casas, colocadas y encajadas entre sí de manera que las piedras más grandes (a menudo eran muy grandes) estaban más bajo, y las más pequeñas, más arriba (ver foto). Todo ello sin utilizar ningún tipo de cemento o argamasa, lo que se ha venido a llamar técnica  ciclópea, para distinguirla de la técnica megalítica, propia de los dólmenes.
Las dimensiones típicas de los naviformes o navetas de habitación serían de unos ocho metros de ancho, por entre quince y veinte de largo, aunque el gran grueso de sus muros (entre dos y tres metros) hace que el espacio útil de su cámara interior sea bastante menor. No se ha conservado el techo de casi ninguna de ellas, pero se supone que lo más normal sería un techo (no se sabe si plano o a dos aguas), hecho con ramas gruesas a modo de vigas, y recubierto de ramaje, hojarasca y arcilla (tal como se ha podido documentar gracias a las excavaciones arqueológicas desarrolladas en el yacimiento de Closos de Can Gaià (Mallorca). El único caso de techo conservado, el de la naveta de habitación de Son Mercer de Baix (Ferrerías, Menorca), está hecho con losas de piedra pero no se cree que fuera la solución más utilizada.
A partir de mediados del II milenio a. C., el periodo pretalayótico se caracteriza por la presencia de pequeños núcleos de población aparentemente igualitarios, con las navetas de habitación como unidad doméstica típica y una economía agrícola y ganadera. En general se trata de núcleos muy pequeños, en algunos casos incluso viviendas aisladas, pero también se detectan núcleos más extensos con murallas defensivas, como es el caso del poblado de Cala Morell, en Menorca. Hacia finales del segundo milenio a. C. se detectan cambios en el patrón de asentamiento, con una mayor concentración de la población, la jerarquización del espacio interno del poblado en algunos asentamientos, el aumento de herramientas y armas de bronce y cambios en las técnicas de fabricación de cerámica. Se constata un ligero incremento de la presencia de materiales de importación, aunque las islas siguen siendo un lugar marginal dentro de las redes comerciales del momento.

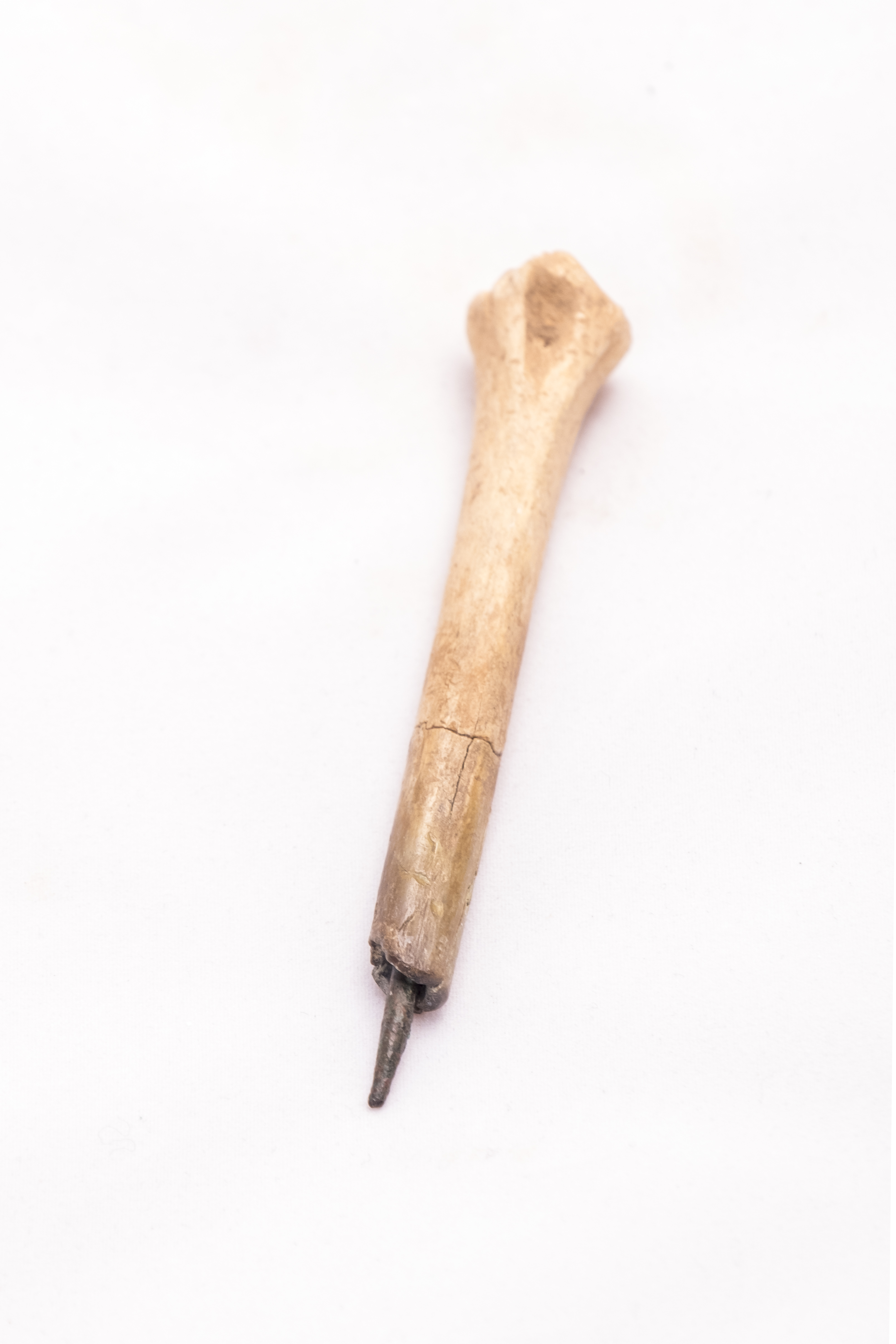
Punzón de hueso con punta metálica de la Naveta de Binipati (Ciudadela, Menorca)

La economía estaba basada en la unidad doméstica: cada una de las casas podía alojar un grupo autosuficiente, donde sus miembros de distintas edades y sexos tenían especificadas las tareas productivas que les correspondían. La agricultura que había habido hasta entonces, de cereales y posiblemente algunas legumbres, fue cada vez más insostenible porque, al no conocer el arado, quemaban los bosques y sembraban sobre las cenizas, lo que resulta muy destructivo para el territorio. Eso llevó a una generalización de la ganadería, demostrada por la escasez de restos de polen de especies agrícolas hacia finales de la Edad del Bronce balear, según los análisis polínicos de las excavaciones más recientes. La escasa frecuencia de caries en las dentaduras de las gentes de la época también nos denota una dieta muy pobre en vegetales.
La dieta basada casi exclusivamente en proteínas animales fue un factor importante en la crisis generalizada de la economía del Bronce balear, pues la capacidad productiva del territorio es menor cuando se dedica a pastos, que cuando se dedican las tierras a la agricultura. La creciente presión demográfica sobre unos territorios limitados y mal aprovechados supuso la descomposición progresiva del modo de vida conocido hasta entonces, con comprensibles episodios de agresividad interna. Esta descomposición llevó progresivamente, a lo largo de varios siglos y coincidiendo con el cambio del segundo al primer milenio a. C., al éxito a modelos sociales más jerarquizados, como las jefaturas, y estos nuevos estamentos sociales se reflejan en la proliferación de grandes monumentos de piedra, como los túmulos prototalayóticos de finales del segundo milenio a. C. Esto desembocó finalmente, en el primer cuarto del primer milenio a. C., ya en la Edad del Hierro, en el apogeo de la cultura talayótica, caracterizada por la abundancia y variedad de grandes monumentos, murallas, talayots, etc.
Hasta los años 90, se defendía la teoría de que el cambio de la sociedad naviforme a la talayótica fue debido a agentes externos (llegada de otros pobladores), y de que el inicio de la Cultura Talayótica coincide en el tiempo con los disturbios de los "Pueblos del Mar", en el Mediterráneo oriental, hacia el siglo XIII a. C. Sin embargo, actualmente esta interpretación está completamente desfasada.
En lo que respecta a las manifestaciones funerarias, fueron múltiples, pero casi siempre se relacionaban con las cuevas: los pocos dólmenes que se conservan presentan muestras de haber seguido siendo utilizados, al menos, a lo largo de toda la primera mitad del segundo milenio a. C. Pero también se conocen enterramientos en cista, en cueva natural, en cueva natural modificada y en hipogeos, o cuevas excavadas artificialmente en la roca. Existen hipogeos de todas las épocas en las Gimnesias, pero los del Bronce son abundantísimos, sobre todo, en Mallorca. Algunos de los hipogeos más claramente adscritos al Bronce, los llamados "de planta alargada" son de una perfección técnica y una belleza notables (ver foto), con antecámara, camarines laterales y otras características diferenciadoras. Tanto en Menorca como en Mallorca se han excavado varios  dólmenes,  paradólmenes y  hipogeos que corresponden a este periodo.
Las "culturas pretalayóticas" también existieron en las Pitiusas, en sus distintas manifestaciones: se conoce un dolmen en Formentera, así como asentamientos del Bronce, tanto en Ibiza como en Formentera. Sin embargo, no se llegó en ningún momento a la Cultura Talayótica en ellas, por razones que todavía son desconocidas. Se barajan dos posibilidades: la extinción de los pobladores, y la de que la crisis que sufrieron las Gimnesias no tuvo tiempo de ocurrir, pues en el siglo VIII a. C. empezaron las visitas de los fenicios que terminaron, finalmente, en la fundación de la colonia púnica Ibussim (o Ebussus en su denominación Latina).

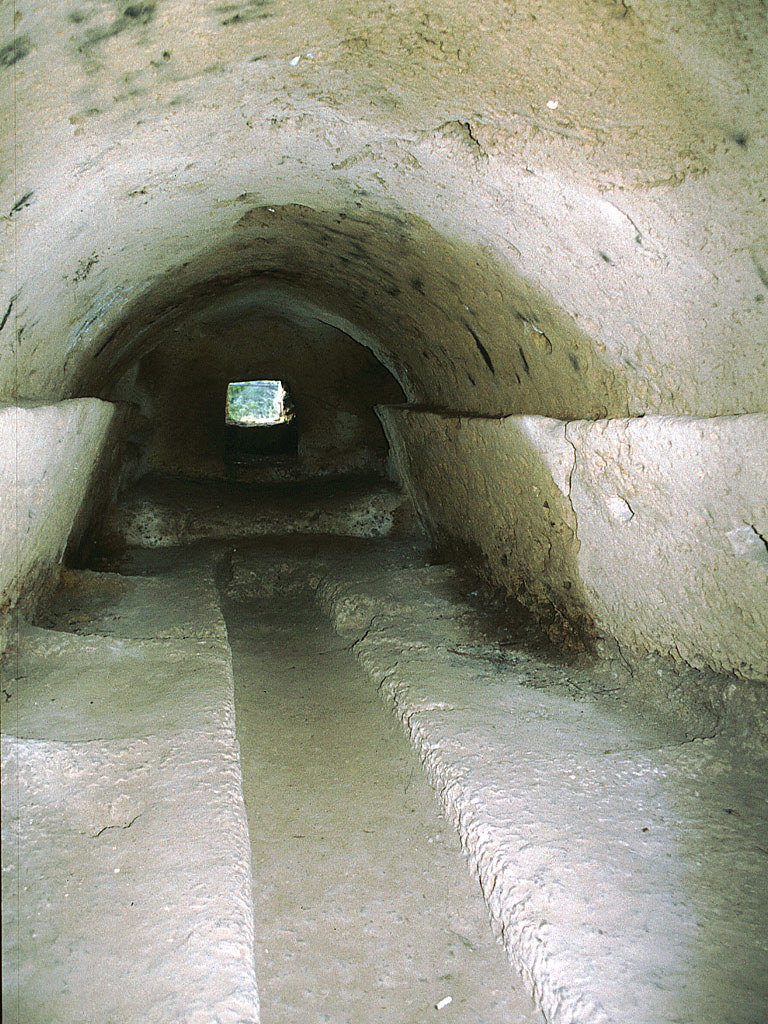
Hipogeo funerario del Bronce Antiguo del Turriforme Escalonado de Son Ferrer (Calviá, Mallorca)

## Asentamientos
- Es Castellet des Pop Mosquer